# Mezinárodní den překladatelů

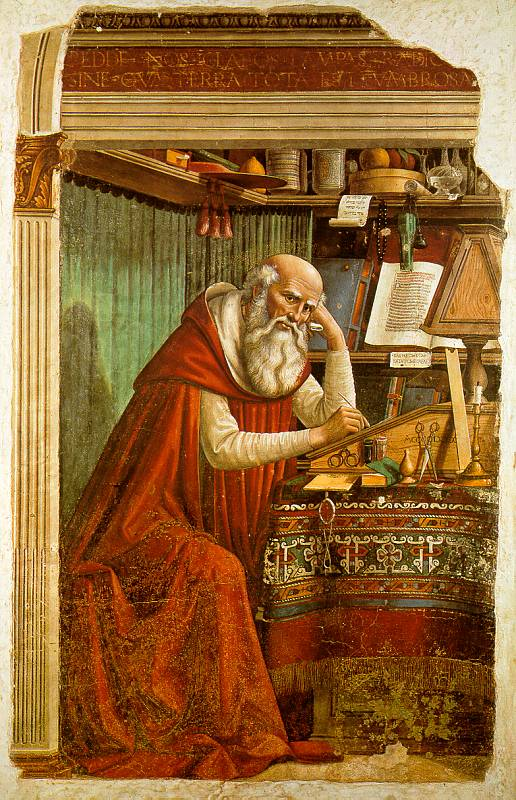
Svatý Jeroným ve své pracovně. Domenico Ghirlandaio, 1480

Mezinárodní den překladu (ve střední Evropě označován také jako Mezinárodní den překladatelů) je mezinárodně uznávaný významný den slavený 30. září, ve svátek svatého Jeronýma, autora latinského překladu Bible zvaného Vulgata a patrona (mj.) překladatelů a tlumočníků. Mezinárodní federace překladatelů (FIT), založená roku 1953, vyhlásila Mezinárodní den překladu (International Translation Day, Journée mondiale de la traduction) v roce 1991 k propagaci významu překladatelské profese po celém světě. V roce 2017 přijala Mezinárodní den překladu Organizace spojených národů.
Rada Evropy rovněž od roku 2001 vyhlašuje Evropský den jazyků 26. září. Česká Jednota tlumočníků a překladatelů pořádá od roku 1994 volně přístupnou konferenci Jeronýmovy dny, ovšem kvůli zářijovému pracovnímu vytížení odloženou na začátek listopadu.

## Rezoluce OSN
Valné shromáždění Organizace spojených národů 24. května 2017 jednomyslně (bez hlasování) přijalo rezoluci 71/288 „Role profesionálního překladu ve spojování národů a přinášení míru, porozumění a rozvoje“, která zejména vyhlašuje 30. září Mezinárodním dnem překladu (International Translation Day, Journée mondiale de la traduction, Día Internacional de la Traducción, Международный ден перевода, 国际翻译日) a „potvrzuje, že profesionální překlad, jakožto profese i umění, hraje důležitou roli v udržování cílů a principů Charty Spojených národů, sbližuje národy, usnadňuje dialog, porozumění a spolupráci, přispívaje k rozvoji a posiluje světový mír a bezpečnost“. Rezoluci původně navrhlo Bělorusko, podpořil je Ázerbájdžán; definitivní text rezoluce 10. května spolupodepsalo 9 dalších zemí, vesměs nezápadních: Bangladéš, Kostarika, Kuba, Ekvádor, Paraguay, Katar, Turecko, Turkmenistán a Vietnam. Před hlasováním Bělorusko uvádělo, že má podporu mj.  Íránu a Namibie. V dodatku k rezoluci, resp. projevu před jejím schválením, byly na seznam podporovatelů přidány tyto země a dále Argentina, Bahrajn, Středoafrická republika, Čína, Irák, Izrael, Kazachstán, Kyrgyzstán, Libanon, Nikaragua, Peru, Rusko, Tádžikistán a Uzbekistán.
Vedle FIT podporovaly rezoluci také Mezinárodní asociace konferenčních tlumočníků, International Federation of Professional Translators and Interpreters (Mezinárodní asociace profesionálních překladatelů a tlumočníků; IAPTI), Critical Link International, Red T (organizace zabývající se ochranou překladatelů a tlumočníků pracujících v rizikovém prostředí jako jsou válečné konflikty nebo represivní totalitní režimy) a Světová asociace tlumočníků znakového jazyka (WASLI).

## Témata
Každý ročník má své tematické heslo.
- 2017: Překlad a diverzita
- 2018: Překlad jako nástroj podpory kulturního dědictví v měnícím se světě
- 2019: Překlad a domorodé jazyky (jelikož OSN na rok 2019 vyhlásila Mezinárodní rok domorodých jazyků)
- 2020: Hledání slov pro svět v krizi